# Halálozási arányszám

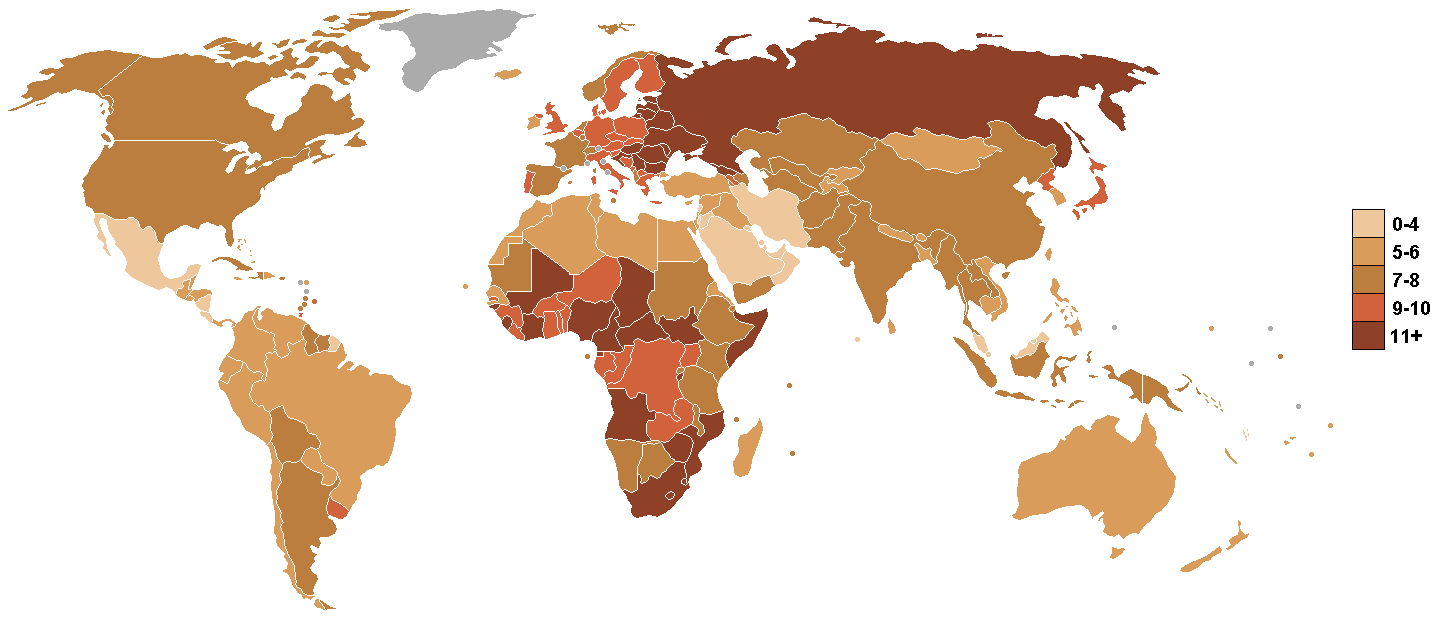
Halálozási arányszámok a világ országaiban, a WHO 2000-2005-ös adatai alapján, a népesség ezer lakosára számított éves adat

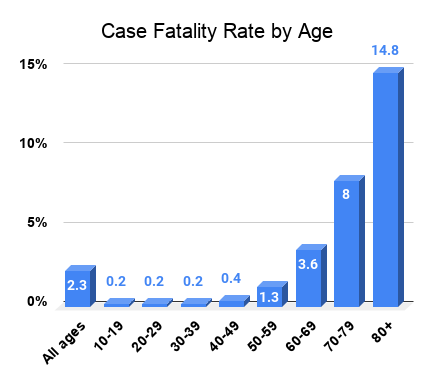
Grafikon, amely a súlyos akut légzőszervi szindróma (SARS-CoV-2) koronavírus okozta Covid19-pandémia halálozási arányát mutatja életkor szerint

A halálozási arányszám (halálozási ráta vagy nyers halálozási ráta) a halálozások arányát jelenti egy adott népességen belül. Mérésére különböző mutatók alakultak ki.

## Típusai, mutatói
A halandóság szintjének legelemibb mutatója a nyers halálozási arányszám. Ez az 1 000 lakosra jutó meghaltak száma egy évben. A mutató problémája, hogy figyelmen kívül hagyja az adott népesség korösszetételét.
A népesség korösszetételéből fakadó aránytalanságokat a korspecifikus halálozási arányszámok szűrik ki. Ennek elkészítése során általában egy ötéves korcsoporton, kohorszon belül a meghaltak számát a korcsoport létszámához viszonyítják. A férfiak halandósága az életkor  előrehaladtával a nőkhöz képest egyre kedvezőtlenebb, ezért a korspecifikus halálozási arányszámokat a két nemre külön számítják.
Sajátos korspecifikus halálozási arányszámokat a legfiatalabb, legsérülékenyebb népességre külön is számítanak.
- csecsemőhalandóság: az egy éven aluli meghalt gyermekek száma az összes újszülötthöz képest (általában 100 0000 újszülöttre vetítve).
- gyermekhalandóság: az öt éven aluli meghalt gyermekek száma a korosztályhoz képest.

A halálozási ráta (nyers halálozási ráta) az ezer lakosra jutó elhunytak száma egy adott évben (halálozások száma osztva az évközépi népességszámmal, és ez szorozva ezerrel). Az egész népességre számítják, így azokban az országokban ahol jelentős arányban vannak jelen a magas mortalitású korcsoportok (idősek) magasabb a halálozási ráta. Magyarországon a társadalmi-gazdasági fejlettséghez viszonyítva rendkívül magas a halálozási ráta, főleg a középkorú férfiak magas halálozási rátája miatt.
A nyers halálozási ráta mellett megkülönböztetjük a különböző korcsoportok halálozási rátáját. A csecsemőhalálozási ráta az egyéves koruk előtt meghalt csecsemők aránya ezer élveszületésre számítva, a gyermekhalálozási ráta az  ötéves  koruk előtt meghaltak aránya ezer öt év alatti gyermekre számítva. Magyarországon a csecsemő- és gyermekhalálozás jelentős mértékben csökkent a Kádár-korszak (az egészségügyi ellátás általános kiterjesztése) és sikerült megközelíteni a legfejlettebb európai országok szintjét.